# Rock Never Stops Tour
Rock Never Stops est un festival de musique américain regroupent de nombreux groupes de rock des années 1980-90. La première édition a eu lieu en 1998 avec les groupes L.A. Guns, FireHouse, Slaughter, Warrant et Quiet Riot. 

## Les éditions

### 1998
- Quiet Riot[1]
- Warrant
- L.A. Guns
- Slaughter
- FireHouse

### 1999
- Ted Nugent
- Night Ranger
- Quiet Riot[1]
- Slaughter

### 2000
- Sebastian Bach

### 2001
- Sebastian Bach

### 2002
- Tesla[2]
- Vince Neil
- Jackyl
- Skid Row

### 2003
- Whitesnake[3]
- Warrant
- Kip Winger
- Slaughter

### 2004
- Vince Neil
- Ratt
- Slaughter

### 2005
- Cinderella[4]
- Quiet Riot
- Ratt
- FireHouse